# Joana Pangaio-Pereira
Joana Pangaio-Pereira (* 27. Dezember 1987 in Branca (Albergaria-a-Velha)) ist eine ehemalige portugiesische Tennisspielerin.

## Karriere
Pangaio-Pereira begann im Alter von neun Jahren mit dem Tennissport und bevorzugt Hartplätze. Sie spielte hauptsächlich auf der ITF Women’s World Tennis Tour, wo sie einen Titel im Doppel gewinnen konnte.
Bereits als Kind und Jugendliche hatte sie in Portugal große Erfolge.
2006 erhielt sie eine Wildcard für die Qualifikation zu den Estoril Open, ihrem ersten Turnier der WTA Tour, wo sie aber in der ersten Runde gegen Maria-Jose Argeri mit 0:6 und 0:6 verlor. Auch 2007, 2008 und 2009 erhielt sie jeweils eine Wildcard für die Qualifikation zum Dameneinzel der Estoril Open, wo sie aber ebenfalls jeweils in der ersten Runde scheiterte. Sie verlor 2007 gegen Barbora Strýcová mit 2:6 und 2:6, 2008 gegen Mariana Duque Mariño mit 1:6 und 1:6 und 2009 mit 4:6 und 4:6 gegen Witalija Anatoljewna Djatschenko.

## Turniersiege

### Doppel
| Nr. | Datum        | Turnier                    | Kategorie   | Belag | Partnerin          | Finalgegnerinnen                             | Ergebnis    |
| --- | ------------ | -------------------------- | ----------- | ----- | ------------------ | -------------------------------------------- | ----------- |
| 1.  | 16. Mai 2009 | Vila Real de Santo Antonio | ITF $10.000 | Sand  | Maria João Koehler | Rebeca Bou-Nogueiro Sheila Solsona-Carcasona | 2:2 Aufgabe |

## Beachtennis
2008 wurde sie nationale Meisterin im Beachtennis zusammen mit Ruben Ferreira im Mixed.

## Privates
2015 beendete sie ihr Studium an der Fakultät der Sportwissenschaften FADEUP (Desporto) der Universität Porto mit ihrer Diplomarbeit mit dem Titel Entwicklungsprozess eines auf Höchstleistungen ausgerichteten Tennisspielers (Processo de desenvolvimento de um tenista com vista ao alto rendimento).